# Tenger gyümölcsei

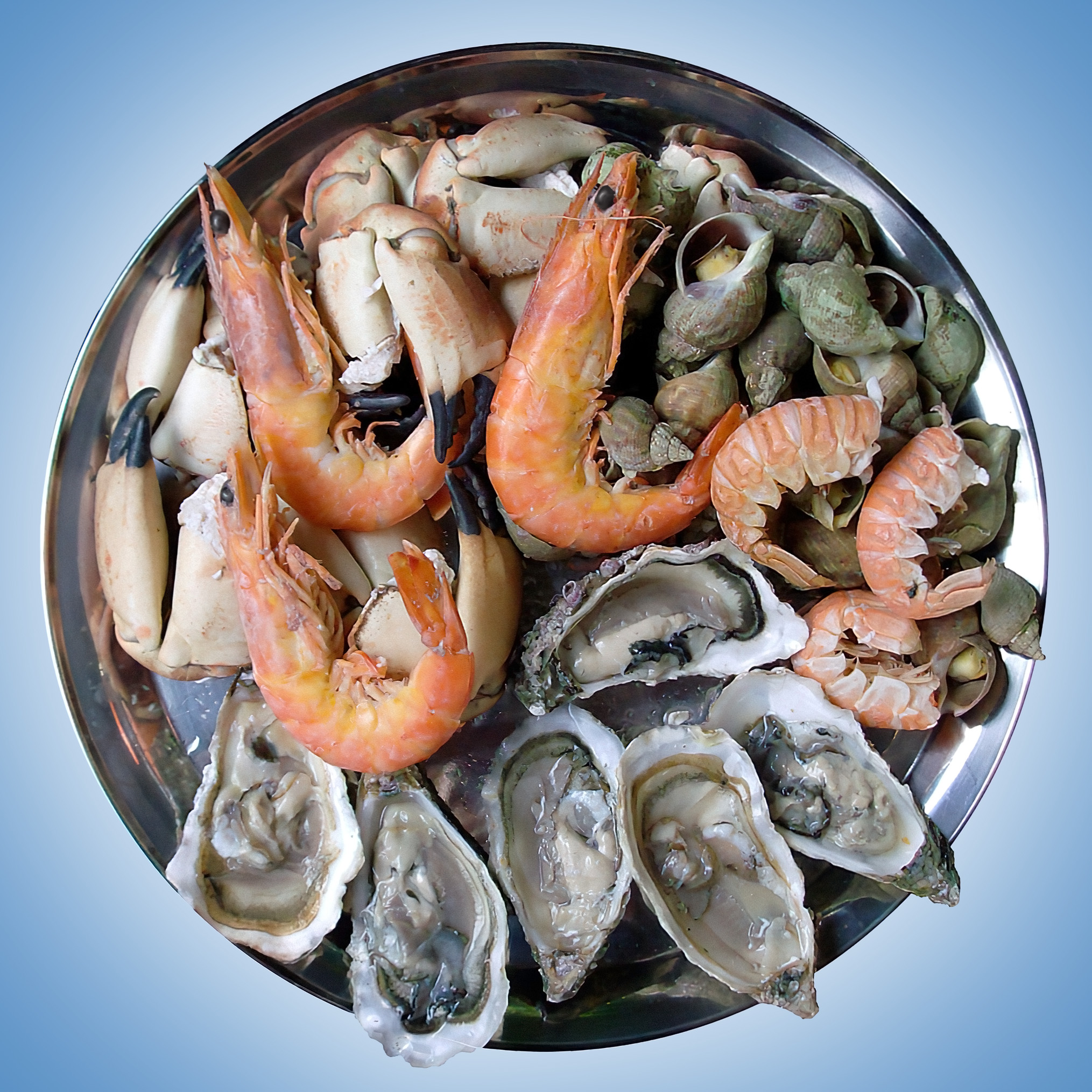
Tenger gyümölcsei

A tenger gyümölcsei tágabban mindenféle tengeri élőlényt jelent, amit ételként fogyaszt az ember, beleértve a tengeri növényeket is, de általában a szűkebb értelmében használatos, mely alapján a halakat, a puhatestűeket, a rákokat és a tüskésbőrűeket sorolják ide. Egyes országokban, például az Egyesült Királyságban vagy az Amerikai Egyesült Államokban az édesvízi ehető élőlényeket is ide sorolják. A halászatuk mellett elterjedt a tenyésztés is. A tenger gyümölcseit egészséges élelmiszerként tartják számon, mely gazdag omega-3 zsírsavakban, fehérjében és vasban, ugyanakkor alacsony zsírtartalmú.
Magyarországon 2011-ben az egy főre jutó tenger gyümölcsei-fogyasztás 5,3 kilogramm volt, ami a legalacsonyabb Európában, a legtöbbet Izlandon (90 kg) és Portugáliában (56,8 kg) fogyasztják. A világon a legtöbb tenger gyümölcsét a Maldív-szigeteken fogyasztják, évente egy fő mintegy 165 kg-ot.